# Шумков, Николай Александрович
Николай Александрович Шумков (1928—2008) — офицер-подводник, капитан 1-го ранга, командир подводной лодки Б-130, сыгравший одну из ключевых ролей во время Карибского кризиса.

## Биография

### Ранние годы
Родился в 1928 году. Рос в многодетной семье, у Николая было пятеро сестёр. Окончил Березовскую школу в Красноярском крае. С детства отличался серьёзным отношением к порученному делу. Уже в пятом классе на уроках военного дела военрук доверял ему проводить практические занятия. Во время войны вместе с отцом работал в поле на сельскохозяйственных работах: боронил, копнил сено, отвозил зерно на ток, ухаживал за лошадьми. В школе учился ровно. В 1945 году ему предложили поступать во Владивостокское военно-морское подготовительное училище (ВВМПУ). Окончил училище в 1948 году и поступил в Тихоокеанское высшее военно-морское училище на штурманский факультет.

### Воинская служба
В 1952 году Николая Шумкова после окончания училища в звании лейтенанта направили на Балтийский флот штурманом на подводную лодку М-294 («Малютка»).
В 1955 году Шумков оканчивает в Ленинграде Высшие специальные офицерские классы ВМФ — командный факультет — и получает направление старшим помощником командира подводной лодки Б-63 на Камчатку на Тихоокеанский флот.
В 1959 году едет в Ленинград на завод получать новейшую по тем временам дизельную подводную лодку Б-130. Командуя этой субмариной, он одним из первых испытывал атомное оружие на Новой Земле — стрелял торпедами с ядерным спецзарядом. За успешное проведение испытаний Н. А. Шумков был награждён орденом Ленина.

### Участие в Карибском кризисе
1 октября 1962 года Николай Шумков получает приказ — «в составе бригады из четырёх подводных лодок аналогичного класса выйти в открытое море». Лодки имели на вооружении торпеды с ядерными боеголовками. В это время весь мир находился на грани атомной катастрофы. Во время противостояния между СССР и США Советское руководство начало переброску на Кубу соединений Советской Армии, включая ракетные части, вооруженные ракетами с ядерными боеголовками. В состав группировки вошла и бригада из четырёх подводных лодок — Б-4, Б-36, Б-59 и Б-130.
Выйдя в Баренцево море, во время семибального шторма, командир Шумков вскрыл пакет, в котором значилось: следовать на Кубу. Подводники хорошо знали, что в Атлантике у американцев созданы четыре мощных противолодочных рубежа. Чтобы их не успели засечь, решили преодолевать эти рубежи на большой скорости. Уже на первом этапе на лодках стали прослушиваться гидролокаторы противолодочных кораблей противника. Никем и ничем не прикрытые, четыре субмарины проскакивали противолодочные рубежи противника так, что американцы не успевали развернуть свои силы против них.
В конце октября на лодках получили радиограмму о возможности начала боевых действий со стороны США. Им приказывалось занять позиции около Багамских островов. На двадцатые сутки похода советские лодки оказались в Саргассовом море, тыловом противолодочном рубеже ВМФ США. Американцы бросили на поиски наших лодок все имеющиеся в этом регионе корабли и сотни самолётов. В Саргассовом море прозрачность воды оказалась настолько высокой, что лодки просматривались с самолётов на глубине до 80 метров.
Чем южнее оказывались наши лодки, тем хуже действовала не приспособленная для эксплуатации в тропических условиях техника. В отсеках температура спёртого воздуха достигала 50-60 градусов. Члены экипажа несли вахту голые, в одних трусах, и всё равно выдерживали не более пятнадцати минут. Многие падали в обморок, и их уносили с вахты на руках. Радиометристам с трудом удавалось поддерживать в рабочем состоянии радиолокационную аппаратуру. Американцы тем временем развернули за нашими подлодками настоящую охоту. Первой натолкнулась на американские противолодочные корабли лодка Б-130 под командованием капитана 2-го ранга Николай Шумкова. За Б-130 устремилась противолодочная группа американского ВМФ во главе с авианосцем «Эссекс». Командир Шумков резко бросил лодку на глубину. И это спасло её от таранного удара американского эсминца. Американцы сбросили сигнальные гранаты. Рвануло так сильно, что погас свет. Началось затопление шестого отсека, однако течь была ликвидирована. Перед походом командир Шумков получил наставление начальника штаба Северного флота адмирала А. И. Рассохо: «Оружие применять только по приказу из Москвы. Но если ударят по одной щеке, вторую не подставлять». Шумков единственный из четырёх командиров подлодок имел опыт стрельбы торпедами с ядерным зарядом. Много позже командир «Б-130» капитан 1 ранга в отставке Николай Александрович Шумков вспоминал:

Сегодня с горы своих лет ясно вижу, по краю какой бездны мы ходили. Конечно, я мог своей ядерной торпедой уничтожить американский авианосец. Но что бы потом стало с Россией? С Америкой? Со всем миром?…
…Все попытки уйти от преследователей оказались безуспешными. Тогда командир принимает решение, которое сбивает американцев с толку. Лодка делает циркуляционный манёвр и, совершив полный круг, уходит к берегам Америки. Длительное время американцы безуспешно пытались найти её совсем в другом направлении, и лодка на пределе своих сил вышла из зоны слежения. Но тем временем на Б-130 вышли из строя оба бортовых двигателя и почти полностью разрядились аккумуляторные батареи. Лодку поддерживал на плаву только слабосильный мотор экономхода. Если откажет он, лодка вместе с экипажем — 86 человек — камнем уйдет на пятикилометровую глубину. По инструкции лодка могла всплывать только ночью, но так как экипажу приходилось уже которые сутки дышать не кислородом, а смесью различных аэрозолей, Шумков приказал экипажу всплыть. На глазах у изумленных американцев Б-130 всплыла в позиционном положении.
Эсминец «Бэрри» первым устремился к лодке, нацелившись на её середину. И тогда командир передал семафор на флагманский корабль: «Дайте указание эсминцу, бортовой номер ДД-993, прекратить хулиганство…».
Тем временем Хрущёв и Кеннеди договорились о мирном урегулировании Карибского кризиса, и субмарины получили команду возвращаться домой.
Во время разбора похода подлодок в Министерстве обороны первый заместитель министра обороны маршал Гречко сказал командирам «Я предпочел бы утонуть, а не всплыть».

### Продолжение службы в ВМФ
В 1964 году Николая Шумкова назначили командиром атомной подводной лодки К-90 проекта 675. Он дважды ходил на боевое дежурство к берегам США, в том числе и в тот район, где был в 1962 году. Несколько раз бороздил воды Средиземного моря, выполняя задания командования. За успешное выполнение задания во время походов на атомном подводном крейсере Николай Александрович награждён орденом Красной Звезды и медалями.

### В отставке
В отставке Николай Александрович Шумков жил в Москве, скончался в 2008 году.